# رادییوویتسه (ناحیه پراگ-شرق)
رادییوویتسه (به چکی: Radějovice) یک منطقهٔ مسکونی در جمهوری چک است که در ناحیه پراگ-شرق واقع شده‌است.